# 베네라 1호
베네라 1호(러시아어: Венера-1, "금성 1호")는 베네라-1VA 2호라고도 하며 소련의 베네라 계획의 일환으로 행성 간 비행을 수행한 최초의 우주선이자 금성을 지나간 최초의 우주선이다. 서방에서는 스푸트니크 8호라고도 부른다. 1961년 2월 발사되어 같은 해 5월 19일 금성을 지나갔으나 비행 전에 탐사선과의 무선 교신이 끊겨 데이터를 수신하지 못했다.

## 우주선
베네라 1호는 직경 1.05 미터의 원통형 몸체에 구 모양의 돔을 얹은 총 2.035 미터 높이의 643.5 킬로그램의 탐사선이다. 이것은 건조한 질소로 1.2 표준 기압 (120kPa)으로 가압되어, 내부 팬을 사용하여 균일한 열 분포를 유지했다. 원통형 몸체 양쪽에 방사형으로 장착된 두 개의 태양 전지판이 있어 은-아연 전지를 충전한다. 직경 2 미터의 포물선형 와이어 메쉬 안테나는 922.8 MHz(파장 32cm)의 주파수로 금성에서 지구로 데이터를 전송하도록 설계되었다. 2.4 미터 안테나 붐은 임무의 지구 근접 단계 동안 단파 신호를 전송하는 데 사용되었다. 태양 전지판에 장착된 반방향성 4중 극자 안테나는 원형 편파 데시미터 무선 대역에서 임무 기간 동안 지구와의 일상적인 원격 측정 및 원격 명령 접촉을 제공했다.
탐사선에는 안테나 붐에 부착된 플럭스 게이트 자력계, 태양풍을 측정하기 위한 이온 트랩 2개, 미세 운석 검출기, 가이거 계수기 튜브, 우주 방사선을 측정하는 아이오딘화 나트륨 신틸레이터 검출기 등 과학 장비가 장착되었다. 태양 전지판 하나에 부착된 실험은 실험용 코팅의 온도를 측정했다. 적외선 및 자외선 복사계가 포함되었을 수 있다. 돔에는 중간 궤도 보정에 사용되는 KDU-414 엔진이 들어있었다. 온도 제어는 전동식 열 셔터로 이루어졌다.
대부분의 비행 동안 베네라 1호는 스핀이 안정화되었다. 이 우주선은 태양과 카노푸스 별에 고정되어 3축 안정화 모드로 들어가 중간 궤도 보정을 수행하도록 설계된 최초의 우주선이었다. 금성에 도달했다면 태양과 지구에 고정하여 3축 안정화 모드로 전환하고, 처음으로 포물선 안테나를 사용하여 데이터를 중계했을 것이다.

## 발사

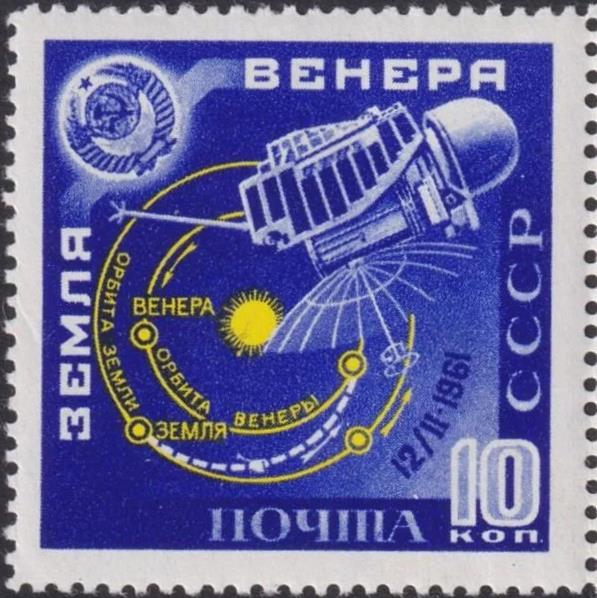
소련 기념 우표에 그려진 베네라 1호 경로

베네라 1호는 1961년 2월 금성에 탐사선을 발사하려는 두 번의 시도 중 두 번째로, 지구 궤도를 이탈하지 못한 자매 우주선인 베네라 1VA 1호 발사 직후 발사되었다. 소련 전문가들은 바이코누르 우주 기지에서 몰니야 운반 로켓을 이용해 베네라 1호를 발사했다. 발사는 1961년 2월 12일 00:34:36 GMT에 이루어졌다.
우주선은 로켓의 블록-L 상부단과 함께 처음에는 229×282 킬로미터의 지구 저궤도에 배치되었으며, 상부단이 점화된 후 금성을 향한 태양 주회 궤도에 배치되었다. 11D33 엔진은 세계 최초의 단계 연소 사이클 로켓 엔진이었으며, 액체 연료 로켓 엔진이 우주에서 시동을 걸 수 있는 얼라지 엔진을 최초로 사용했디.

## 실패
세 차례의 원격 측정 세션이 성공적으로 진행되어 지구 근처, 지구 자기권계면, 그리고 2월 19일 1,900,000 km 거리에서 태양풍과 우주선 데이터를 수집했다. 루나 2호로 태양풍을 발견한 후, 베네라 1호는 이 플라스마가 행성 간 공간에도 존재한다는 사실을 최초로 확인했다. 7일 후, 다음 예정된 원격 측정 세션은 실패로 돌아갔다. 1961년 5월 19일, 베네라 1호는 금성에서 10만 킬로미터 떨어진 지점을 통과했다. 조드럴 뱅크 천문대의 영국 전파 망원경의 도움으로 6월에 베네라 1호의 약한 신호를 감지할 수 있었다. 소련 기술자들은 베네라 1호가 태양 방향 센서의 과열로 인해 실패했다고 믿었다.

## 같이 보기
- 매리너 2호 - 금성에서 과학 데이터를 수집한 최초의 우주선(1962년)